# 卡缅卡 (伊万诺沃州)
卡缅卡（羅馬化：Kamenka）是俄罗斯伊万诺沃州的市级镇，属维丘加区，位于伏尔加河支流孙扎河（Сунжа）汇入干流处附近，在区行政中心维丘加北偏西方、州府伊万诺沃东北方。
该地2021年人口有3,433人；2010年人口3,981；2002年人口4,269；1989年人口4,341。